# Alice van Bourbon-Parma (1849-1935)

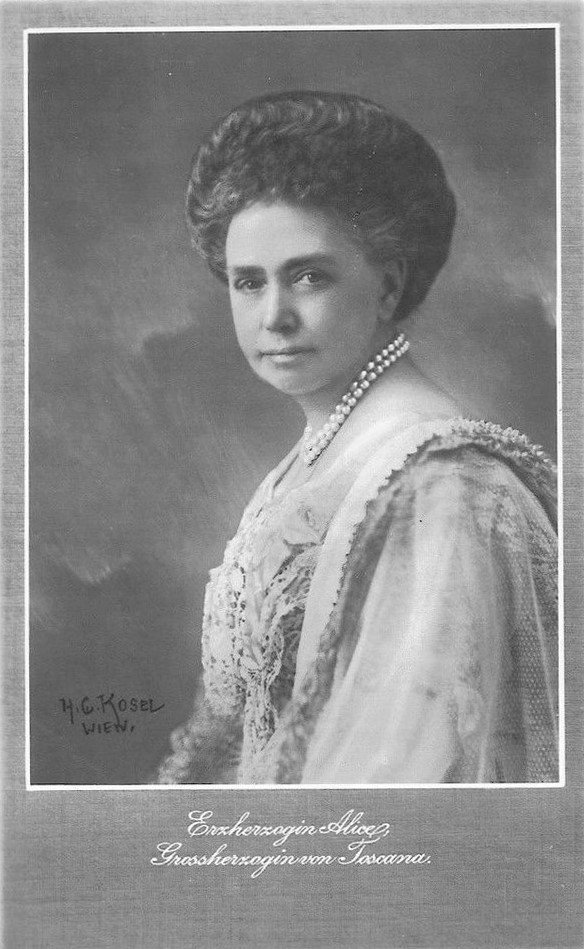
Foto van Alice van Bourbon-Parma, genomen tussen 1870 en 1890.

Alice van Bourbon-Parma (Parma, 27 december 1849 — Schwertberg, 16 januari 1935) was titulair groothertogin van Toscane. Ze behoorde tot het Huis Bourbon-Parma.

## Levensloop
Alice was een dochter van hertog Karel III van Parma uit diens huwelijk met Louise Maria, dochter van hertog Karel Ferdinand van Berry.
In januari 1864 werd de toen veertienjarige prinses verloofd met vorst Johannes II van Liechtenstein (1840-1929). Deze laatste verbrak de verloving echter in december dat jaar, met het argument dat Liechtenstein deel uitmaakte van de Duitse Bond en een huwelijk met Alice, die langs moederskant afstamde van de Franse koninklijke familie, problemen zou kunnen veroorzaken. Volgens sommige contemporaine bronnen had Johannes, die ongehuwd zou blijven, het huwelijk evenwel afgezegd omdat hij homoseksueel zou zijn.
Uiteindelijk huwde ze op 11 januari 1868 in Frohsdorf met gewezen groothertog Ferdinand IV van Toscane (1835-1908), die na de Italiaanse eenmaking naar Oostenrijk was gevlucht. Daar zou het echtpaar de rest van hun leven verblijven. Ze kregen tien kinderen:
- Leopold Ferdinand (1868-1935), groothertog van Toscane, huwde in 1903 met Wilhelmine Abramovic, van wie hij in 1907 scheidde. Hetzelfde jaar huwde hij met Marie Ritter, van wie hij in 1933 scheidde, nog datzelfde jaar huwde hij met zijn derde echtgenote Claire Pawlovska
- Louise (1870-1947), huwde in 1891 met koning Frederik August III van Saksen, van wie ze in 1903 scheidde. In 1907 huwde ze met haar tweede echtgenoot Enrico Toselli, van wie ze in 1912 ook scheidde
- Jozef Ferdinand (1872-1942), militair in het Oostenrijks-Hongaarse leger
- Peter Ferdinand (1874-1948), generaal in het Oostenrijks-Hongaarse leger
- Hendrik Ferdinand (1878-1969), huwde in 1919 met Marie Caroline Ludescher
- Anna Maria (1879-1961), huwde in 1901 met prins Johan van Hohenlohe-Bartenstein
- Margaretha (1881-1965)
- Germaine (1884-1955)
- Robert Ferdinand (1885-1895)
- Agnes Marie (1891-1945).

Alice van Bourbon-Parma stierf in januari 1935 op 85-jarige leeftijd en werd bijgezet in de Kapuzinergruft te Wenen.

## Kwartierstaat
| Lodewijk I van Etrurië (1773-1803) | Lodewijk I van Etrurië (1773-1803) | Lodewijk I van Etrurië (1773-1803) | Lodewijk I van Etrurië (1773-1803) | Lodewijk I van Etrurië (1773-1803)     | Lodewijk I van Etrurië (1773-1803)     | Maria Louisa van Bourbon (1782−1824)   | Maria Louisa van Bourbon (1782−1824)   | Maria Louisa van Bourbon (1782−1824)   | Maria Louisa van Bourbon (1782−1824)   | Maria Louisa van Bourbon (1782−1824)    | Maria Louisa van Bourbon (1782−1824)    |                                          |                                          | Victor Emanuel I van Sardinië (1759-1824) | Victor Emanuel I van Sardinië (1759-1824) | Victor Emanuel I van Sardinië (1759-1824) | Victor Emanuel I van Sardinië (1759-1824) | Victor Emanuel I van Sardinië (1759-1824) | Victor Emanuel I van Sardinië (1759-1824) | Maria Theresia van Oostenrijk-Este (1773-1832) | Maria Theresia van Oostenrijk-Este (1773-1832) | Maria Theresia van Oostenrijk-Este (1773-1832) | Maria Theresia van Oostenrijk-Este (1773-1832) | Maria Theresia van Oostenrijk-Este (1773-1832) | Maria Theresia van Oostenrijk-Este (1773-1832) |  |  | Karel X van Frankrijk (1757-1836)   | Karel X van Frankrijk (1757-1836)   | Karel X van Frankrijk (1757-1836)   | Karel X van Frankrijk (1757-1836)   | Karel X van Frankrijk (1757-1836)     | Karel X van Frankrijk (1757-1836)     | Maria Theresia van Savoye (1756−1805) | Maria Theresia van Savoye (1756−1805) | Maria Theresia van Savoye (1756−1805) | Maria Theresia van Savoye (1756−1805) | Maria Theresia van Savoye (1756−1805)  | Maria Theresia van Savoye (1756−1805)  |                                        |                                        | Frans I der Beide Siciliën (1777-1830) | Frans I der Beide Siciliën (1777-1830) | Frans I der Beide Siciliën (1777-1830)         | Frans I der Beide Siciliën (1777-1830)         | Frans I der Beide Siciliën (1777-1830)         | Frans I der Beide Siciliën (1777-1830)         | Maria Clementine van Oostenrijk (1777-1801)    | Maria Clementine van Oostenrijk (1777-1801)    | Maria Clementine van Oostenrijk (1777-1801) | Maria Clementine van Oostenrijk (1777-1801) | Maria Clementine van Oostenrijk (1777-1801) | Maria Clementine van Oostenrijk (1777-1801) |  |  |  |  |  |  |  |  |  |  |  |  |  |  |  |  |  |  |  |  |  |  |  |  |  |  |  |  |  |  |  |  |  |  |  |  |  |  |  |  |  |  |  |  |  |  |  |  |
| Lodewijk I van Etrurië (1773-1803) | Lodewijk I van Etrurië (1773-1803) | Lodewijk I van Etrurië (1773-1803) | Lodewijk I van Etrurië (1773-1803) | Lodewijk I van Etrurië (1773-1803)     | Lodewijk I van Etrurië (1773-1803)     | Maria Louisa van Bourbon (1782−1824)   | Maria Louisa van Bourbon (1782−1824)   | Maria Louisa van Bourbon (1782−1824)   | Maria Louisa van Bourbon (1782−1824)   | Maria Louisa van Bourbon (1782−1824)    | Maria Louisa van Bourbon (1782−1824)    |                                          |                                          | Victor Emanuel I van Sardinië (1759-1824) | Victor Emanuel I van Sardinië (1759-1824) | Victor Emanuel I van Sardinië (1759-1824) | Victor Emanuel I van Sardinië (1759-1824) | Victor Emanuel I van Sardinië (1759-1824) | Victor Emanuel I van Sardinië (1759-1824) | Maria Theresia van Oostenrijk-Este (1773-1832) | Maria Theresia van Oostenrijk-Este (1773-1832) | Maria Theresia van Oostenrijk-Este (1773-1832) | Maria Theresia van Oostenrijk-Este (1773-1832) | Maria Theresia van Oostenrijk-Este (1773-1832) | Maria Theresia van Oostenrijk-Este (1773-1832) |  |  | Karel X van Frankrijk (1757-1836)   | Karel X van Frankrijk (1757-1836)   | Karel X van Frankrijk (1757-1836)   | Karel X van Frankrijk (1757-1836)   | Karel X van Frankrijk (1757-1836)     | Karel X van Frankrijk (1757-1836)     | Maria Theresia van Savoye (1756−1805) | Maria Theresia van Savoye (1756−1805) | Maria Theresia van Savoye (1756−1805) | Maria Theresia van Savoye (1756−1805) | Maria Theresia van Savoye (1756−1805)  | Maria Theresia van Savoye (1756−1805)  |                                        |                                        | Frans I der Beide Siciliën (1777-1830) | Frans I der Beide Siciliën (1777-1830) | Frans I der Beide Siciliën (1777-1830)         | Frans I der Beide Siciliën (1777-1830)         | Frans I der Beide Siciliën (1777-1830)         | Frans I der Beide Siciliën (1777-1830)         | Maria Clementine van Oostenrijk (1777-1801)    | Maria Clementine van Oostenrijk (1777-1801)    | Maria Clementine van Oostenrijk (1777-1801) | Maria Clementine van Oostenrijk (1777-1801) | Maria Clementine van Oostenrijk (1777-1801) | Maria Clementine van Oostenrijk (1777-1801) |  |  |  |  |  |  |  |  |  |  |  |  |  |  |  |  |  |  |  |  |  |  |  |  |  |  |  |  |  |  |  |  |  |  |  |  |  |  |  |  |  |  |  |  |  |  |  |  |
|                                    |                                    |                                    |                                    |                                        |                                        |                                        |                                        |                                        |                                        |                                         |                                         |                                          |                                          |                                           |                                           |                                           |                                           |                                           |                                           |                                                |                                                |                                                |                                                |                                                |                                                |  |  |                                     |                                     |                                     |                                     |                                       |                                       |                                       |                                       |                                       |                                       |                                        |                                        |                                        |                                        |                                        |                                        |                                                |                                                |                                                |                                                |                                                |                                                |                                             |                                             |                                             |                                             |  |  |  |  |  |  |  |  |  |  |  |  |  |  |  |  |  |  |  |  |  |  |  |  |  |  |  |  |  |  |  |  |  |  |  |  |  |  |  |  |  |  |  |  |  |  |  |  |
|                                    |                                    |                                    |                                    | Karel II van Bourbon-Parma (1799-1883) | Karel II van Bourbon-Parma (1799-1883) | Karel II van Bourbon-Parma (1799-1883) | Karel II van Bourbon-Parma (1799-1883) | Karel II van Bourbon-Parma (1799-1883) | Karel II van Bourbon-Parma (1799-1883) |                                         |                                         |                                          |                                          |                                           |                                           | Maria Theresia van Sardinië (1803-1879)   | Maria Theresia van Sardinië (1803-1879)   | Maria Theresia van Sardinië (1803-1879)   | Maria Theresia van Sardinië (1803-1879)   | Maria Theresia van Sardinië (1803-1879)        | Maria Theresia van Sardinië (1803-1879)        |                                                |                                                |                                                |                                                |  |  |                                     |                                     |                                     |                                     | Karel Ferdinand van Berry (1778−1820) | Karel Ferdinand van Berry (1778−1820) | Karel Ferdinand van Berry (1778−1820) | Karel Ferdinand van Berry (1778−1820) | Karel Ferdinand van Berry (1778−1820) | Karel Ferdinand van Berry (1778−1820) |                                        |                                        |                                        |                                        |                                        |                                        | Maria Carolina van Bourbon-Sicilië (1798−1870) | Maria Carolina van Bourbon-Sicilië (1798−1870) | Maria Carolina van Bourbon-Sicilië (1798−1870) | Maria Carolina van Bourbon-Sicilië (1798−1870) | Maria Carolina van Bourbon-Sicilië (1798−1870) | Maria Carolina van Bourbon-Sicilië (1798−1870) |                                             |                                             |                                             |                                             |  |  |  |  |  |  |  |  |  |  |  |  |  |  |  |  |  |  |  |  |  |  |  |  |  |  |  |  |  |  |  |  |  |  |  |  |  |  |  |  |  |  |  |  |  |  |  |  |
|                                    |                                    |                                    |                                    | Karel II van Bourbon-Parma (1799-1883) | Karel II van Bourbon-Parma (1799-1883) | Karel II van Bourbon-Parma (1799-1883) | Karel II van Bourbon-Parma (1799-1883) | Karel II van Bourbon-Parma (1799-1883) | Karel II van Bourbon-Parma (1799-1883) |                                         |                                         |                                          |                                          |                                           |                                           | Maria Theresia van Sardinië (1803-1879)   | Maria Theresia van Sardinië (1803-1879)   | Maria Theresia van Sardinië (1803-1879)   | Maria Theresia van Sardinië (1803-1879)   | Maria Theresia van Sardinië (1803-1879)        | Maria Theresia van Sardinië (1803-1879)        |                                                |                                                |                                                |                                                |  |  |                                     |                                     |                                     |                                     | Karel Ferdinand van Berry (1778−1820) | Karel Ferdinand van Berry (1778−1820) | Karel Ferdinand van Berry (1778−1820) | Karel Ferdinand van Berry (1778−1820) | Karel Ferdinand van Berry (1778−1820) | Karel Ferdinand van Berry (1778−1820) |                                        |                                        |                                        |                                        |                                        |                                        | Maria Carolina van Bourbon-Sicilië (1798−1870) | Maria Carolina van Bourbon-Sicilië (1798−1870) | Maria Carolina van Bourbon-Sicilië (1798−1870) | Maria Carolina van Bourbon-Sicilië (1798−1870) | Maria Carolina van Bourbon-Sicilië (1798−1870) | Maria Carolina van Bourbon-Sicilië (1798−1870) |                                             |                                             |                                             |                                             |  |  |  |  |  |  |  |  |  |  |  |  |  |  |  |  |  |  |  |  |  |  |  |  |  |  |  |  |  |  |  |  |  |  |  |  |  |  |  |  |  |  |  |  |  |  |  |  |
|                                    |                                    |                                    |                                    |                                        |                                        |                                        |                                        |                                        |                                        | Karel III van Bourbon-Parma (1823-1854) | Karel III van Bourbon-Parma (1823-1854) | Karel III van Bourbon-Parma (1823-1854)  | Karel III van Bourbon-Parma (1823-1854)  | Karel III van Bourbon-Parma (1823-1854)   | Karel III van Bourbon-Parma (1823-1854)   |                                           |                                           |                                           |                                           |                                                |                                                |                                                |                                                |                                                |                                                |  |  |                                     |                                     |                                     |                                     |                                       |                                       |                                       |                                       |                                       |                                       | Louise Maria van Frankrijk (1819-1864) | Louise Maria van Frankrijk (1819-1864) | Louise Maria van Frankrijk (1819-1864) | Louise Maria van Frankrijk (1819-1864) | Louise Maria van Frankrijk (1819-1864) | Louise Maria van Frankrijk (1819-1864) |                                                |                                                |                                                |                                                |                                                |                                                |                                             |                                             |                                             |                                             |  |  |  |  |  |  |  |  |  |  |  |  |  |  |  |  |  |  |  |  |  |  |  |  |  |  |  |  |  |  |  |  |  |  |  |  |  |  |  |  |  |  |  |  |  |  |  |  |
|                                    |                                    |                                    |                                    |                                        |                                        |                                        |                                        |                                        |                                        | Karel III van Bourbon-Parma (1823-1854) | Karel III van Bourbon-Parma (1823-1854) | Karel III van Bourbon-Parma (1823-1854)  | Karel III van Bourbon-Parma (1823-1854)  | Karel III van Bourbon-Parma (1823-1854)   | Karel III van Bourbon-Parma (1823-1854)   |                                           |                                           |                                           |                                           |                                                |                                                |                                                |                                                |                                                |                                                |  |  |                                     |                                     |                                     |                                     |                                       |                                       |                                       |                                       |                                       |                                       | Louise Maria van Frankrijk (1819-1864) | Louise Maria van Frankrijk (1819-1864) | Louise Maria van Frankrijk (1819-1864) | Louise Maria van Frankrijk (1819-1864) | Louise Maria van Frankrijk (1819-1864) | Louise Maria van Frankrijk (1819-1864) |                                                |                                                |                                                |                                                |                                                |                                                |                                             |                                             |                                             |                                             |  |  |  |  |  |  |  |  |  |  |  |  |  |  |  |  |  |  |  |  |  |  |  |  |  |  |  |  |  |  |  |  |  |  |  |  |  |  |  |  |  |  |  |  |  |  |  |  |
|                                    |                                    |                                    |                                    |                                        |                                        |                                        |                                        |                                        |                                        |                                         |                                         |                                          |                                          |                                           |                                           |                                           |                                           |                                           |                                           |                                                |                                                |                                                |                                                |                                                |                                                |  |  |                                     |                                     |                                     |                                     |                                       |                                       |                                       |                                       |                                       |                                       |                                        |                                        |                                        |                                        |                                        |                                        |                                                |                                                |                                                |                                                |                                                |                                                |                                             |                                             |                                             |                                             |  |  |  |  |  |  |  |  |  |  |  |  |  |  |  |  |  |  |  |  |  |  |  |  |  |  |  |  |  |  |  |  |  |  |  |  |  |  |  |  |  |  |  |  |  |  |  |  |
|                                    |                                    |                                    |                                    |                                        |                                        |                                        |                                        |                                        |                                        |                                         |                                         |                                          |                                          |                                           |                                           |                                           |                                           |                                           |                                           |                                                |                                                |                                                |                                                |                                                |                                                |  |  |                                     |                                     |                                     |                                     |                                       |                                       |                                       |                                       |                                       |                                       |                                        |                                        |                                        |                                        |                                        |                                        |                                                |                                                |                                                |                                                |                                                |                                                |                                             |                                             |                                             |                                             |  |  |  |  |  |  |  |  |  |  |  |  |  |  |  |  |  |  |  |  |  |  |  |  |  |  |  |  |  |  |  |  |  |  |  |  |  |  |  |  |  |  |  |  |  |  |  |  |
|                                    |                                    |                                    |                                    |                                        |                                        |                                        |                                        |                                        |                                        |                                         |                                         | Margaretha van Bourbon-Parma (1847-1893) | Margaretha van Bourbon-Parma (1847-1893) | Margaretha van Bourbon-Parma (1847-1893)  | Margaretha van Bourbon-Parma (1847-1893)  | Margaretha van Bourbon-Parma (1847-1893)  | Margaretha van Bourbon-Parma (1847-1893)  |                                           |                                           | Robert I van Bourbon-Parma (1848-1907)         | Robert I van Bourbon-Parma (1848-1907)         | Robert I van Bourbon-Parma (1848-1907)         | Robert I van Bourbon-Parma (1848-1907)         | Robert I van Bourbon-Parma (1848-1907)         | Robert I van Bourbon-Parma (1848-1907)         |  |  | Alice van Bourbon-Parma (1849-1935) | Alice van Bourbon-Parma (1849-1935) | Alice van Bourbon-Parma (1849-1935) | Alice van Bourbon-Parma (1849-1935) | Alice van Bourbon-Parma (1849-1935)   | Alice van Bourbon-Parma (1849-1935)   |                                       |                                       | Hendrik van Bourbon-Parma (1851-1905) | Hendrik van Bourbon-Parma (1851-1905) | Hendrik van Bourbon-Parma (1851-1905)  | Hendrik van Bourbon-Parma (1851-1905)  | Hendrik van Bourbon-Parma (1851-1905)  | Hendrik van Bourbon-Parma (1851-1905)  |                                        |                                        |                                                |                                                |                                                |                                                |                                                |                                                |                                             |                                             |                                             |                                             |  |  |  |  |  |  |  |  |  |  |  |  |  |  |  |  |  |  |  |  |  |  |  |  |  |  |  |  |  |  |  |  |  |  |  |  |  |  |  |  |  |  |  |  |  |  |  |  |